# Kepler-32c
Kepler-32c (nom. alt. KOI 952.02) es un planeta extrasolar en órbita alrededor de su estrella, una  enana tipo, Kepler-32, en la constelación de Cygnus. Descubierto mediante el método de tránsito planetario con el  telescopio espacial Kepler en enero de 2012, presenta un semieje mayor de 0,09 UA y una temperatura de 417,3 K. Un radio de 3,7 Tierras, y un período orbital de 8,7522 días.